# Luftens herre
Luftens herre (franska: Robur-le-Conquérant) är en roman från 1886 av den franske författaren Jules Verne. Utgiven på svenska 1887 under titeln Ingenjör Roburs luftfärd, och 1972 i förkortad utgåva under titeln Luftens herre.

## Handling
Märkliga företeelser sker på olika platser världen över. Vid ett klubbsammanträde på Weldoninstitutet i Philadelphia, USA, diskuterar medlemmarna, till synes totalt obekymrade av de mystiska händelserna, hur deras nya luftballong ska se ut. En främmande man som säger sig heta Robur avbryter diskussionerna, och hävdar att man för att man på allvar ska kunna behärska luftrummet måste färdas i en farkost som är tyngre än luft. Detta påstående väcker ilska hos de konservativa klubbmedlemmarna, inte minst hos dess ordförande och sekreterare. De senare kidnappas efter mötet, och förs ombord på en ballongfarkost tyngre än luft, för en resa jorden runt, under befäl av en viss ingenjör Robur.

## Källhänvisningar
1. ↑  läs online, www.isfdb.org .[källa från Wikidata]